# تکوامبورو
تکوامبورو (به اسپانیایی: Tecuamburro) آتشفشانی چینه‌ای به ارتفاع ۱۸۴۵ متر واقع در گواتمالا در آمریکای مرکزی است. این آتشفشان یک آتشفشان خفته است که آخرین بار در حدود ۹۶۰ سال پیش از میلاد مسیح فوران کرده است.

## مشخصات
تکوامبورو آتشفشانی پوشیده از جنگل است و می‌توان آن را یک آتشفشان چینه‌ای کوچک یا یک مخروط گدازه مرکب بزرگ که شکل‌گیریش عمدتاً در دورهٔ پلیستوسن اتفاق افتاده در نظر گرفت. این آتشفشان در ۵۰ کیلومتری جنوب شرقی شهر گواتمالا سیتی و تقریباً در ۲۰ کیلومتری جنوب زنجیرهٔ اصلی آتشفشانی قرار دارد.
در حدود ۱۰۰ هزار سال پیش آتشفشانی چینه‌ای و آندزیتی به نام میرافلورس شکل گرفت که به دلیل ضعف ساختار فرو ریخت و تکوامبورو و دیگر گنبدهای گدازه در داخل کاسه آتشفشانی نعلی‌شکل آن در اواخر دورهٔ پلیستوسن و اوایل دورهٔ هولوسن شکل گرفتند. دو دهانهٔ آتشفشانی که بزرگترینشان چوپادرو نامیده می‌شود در منتهی‌الیه شمال غربی تکوامبورو قرار دارند و دریاچه‌ای آتشفشانی موسوم به لاگونا ایکسپاکو درون دهانهٔ کوچکتر وجود دارد که در حدود ۲۹۰۰ سال پیش شکل گرفته است. این دریاچه اسیدی است و چندین دودخان، چشمه آب گرم و حوضچه گل جوشان در اطراف آن یافت می‌شود. همچنین معدن گوگردی در نزدیکی قله و در ۵ کیلومتری این دریاچه وجود دارد.
تکوامبورو یکی از آسانترین آتشفشان‌های گواتمالا برای صعود است و بالارفتن از آن بین ۲ تا ۳ ساعت طول می‌کشد.